# Zeuxippus
Zeuxippus  (лат.) — род аранеоморфных пауков из подсемейства Dendryphantinae в семействе пауков-скакунов (Salticidae). Виды этого роды похожи на представителей рода Rhene. Брюшко у видов рода Zeuxippus вытянутое овальное, но более тонкое чем у Rhene. Передняя пара лапок толще чем остальные.

## Виды
- Zeuxippus atellanus Thorell, 1895 — Мьянма
- Zeuxippus histrio Thorell, 1891 — Индия
- Zeuxippus pallidus Thorell, 1895 — Бангладеш, Мьянма, Китай, Вьетнам
- Zeuxippus yunnanensis Peng & Xie, 1995 — Китай